# Lappgropspindel
Lappgropspindel (Silometopus acutus) är en spindelart som beskrevs av Holm 1977. Lappgropspindel ingår i släktet Silometopus och familjen täckvävarspindlar. Arten är reproducerande i Sverige. Inga underarter finns listade i Catalogue of Life.